# Flawia
Flawiaⓘ – żeński odpowiednik imienia Flawiusz. Istnieje kilka świętych patronek tego imienia.
Flawia imieniny obchodzi: 17 stycznia, 18 lutego, 7 maja, 12 maja, 23 sierpnia i 5 października.
Znane osoby noszące to imię: 
- Flawia Maksyma Fausta, cesarzowa rzymska
- Flawia Julia Konstancja, cesarzowa rzymska
- Flavia Pennetta, tenisistka włoska

Zobacz też:
- Santa Flavia